# Encephalartos aemulans
Encephalartos aemulans Vorster, 1990 è una pianta appartenente alla famiglia delle Zamiaceae, endemica della provincia di KwaZulu-Natal, in Sudafrica.
Il suo epiteto specifico deriva dal latino e significa "uguale", per via della similitudine tra i coni maschili e quelli femminili.

## Descrizione
Queste piante hanno un fusto eretto, senza ramificazioni, che può raggiungere i 3 m di altezza e i 35 cm di diametro.
Le foglie, lunghe fino a 2 m, sono composte da foglioline lanceolate, con i margini dotati di piccole spine, lunghe 12–15 cm e disposte sul rachide in modo opposto a 135º.
È una specie dioica, dotata di coni maschili ovoidali, sessili, di colore giallo, lunghi 29–38 cm e larghi 14–18 cm, con microsporofilli larghi e di forma rombica. I coni femminili hanno un colore giallo-verde, sono lunghi 35–40 cm e larghi 20–23 cm, con macrosporofilli dalla superficie verrucosa.
I semi hanno una forma oblunga, sono lunghi 25–30 mm e sono ricoperti da un tegumento di colore rosso.

## Distribuzione e habitat
L'areale di questa pianta è ristretto alla provincia di KwaZulu-Natal, in Sudafrica.
Cresce su terreni erbosi composti da arenaria, ad un'altitudine compresa tra i 1 000 e i 1 100 m. Predilige i versanti esposti al sole, con una piovosità annua che varia dai 600 agli 800 mm.

## Conservazione
La IUCN Red List classifica E. aemulans come specie in pericolo critico di estinzione (Critically Endangered). Secondo le stime, in natura esistono appena 250 esemplari. È minacciata dalla raccolta illegale e da brusche variazioni delle condizioni climatiche, a causa del suo areale ristrettissimo.
La specie è inserita nella Appendice I della Convention on International Trade of Endangered Species (CITES)